# Method in His Madness
Method in His Madness è un cortometraggio muto del 1910 interpretato e diretto da Gilbert M. 'Broncho Billy' Anderson.

## Produzione
Il film fu prodotto dalla Essanay Film Manufacturing Company. Venne girato in California, in State Street, a Santa Barbara.

## Distribuzione
Distribuito dall'Essanay Film Manufacturing Company, il film - un cortometraggio di 92 metri - uscì nelle sale cinematografiche USA il 16 marzo 1910. Nelle proiezioni, veniva programmato con il sistema dello split reel, accorpato in un'unica bobina con un altro cortometraggio prodotto dall'Essanay, The Inventor's Model.